# Ṭāriq Ramaḍān
Ṭāriq Saʿīd Ramaḍān (in arabo طارق ﺳﻌﻴﺪ رمضان‎?; Ginevra, 26 agosto 1962) è un saggista e teologo svizzero.
È docente di Studi islamici contemporanei all'Università di Oxford (Oriental Institute, St Antony's College) e insegna alla Facoltà di Teologia nella stessa università. È visiting professor alla Facoltà di Studi islamici (Qatar), e all'Università Mundiapolis (Marocco) dove insegna "Filosofia", e all'Università Perlis in Malaysia. È altresì Senior Research Fellow all'Università di Doshisha (Kyoto, Giappone) e direttore del Centro di Ricerca sulla Legislazione Islamica e l'Etica (CILE) a Doḥa (Qaṭar). Lavora, inoltre, come consulente in diverse commissioni collegate al Parlamento europeo di Bruxelles. Partecipa attivamente sia in campo associativo che accademico in settori quali quello teologico, etico, della giustizia sociale, l'ecologia e il dialogo interreligioso. È Presidente dell'organizzazione (gruppo di riflessione e di azione) European Muslim Network (EMN) con sede a Bruxelles. È membro dell'Unione Mondiale dei Sapienti Musulmani.
Tariq Ramadan è sposato e padre di 4 figli. Dopo essere stato posto per 2 giorni in stato di fermo a Parigi, e poi in detenzione preventiva nel carcere di Fleury-Mérogis, dal 2 febbraio 2018, con le accuse separate di stupro e di stupro su persona vulnerabile, per violenza sessuale commessa su due donne, i cui fatti risalgono al 2009 e al 2012, è stato ricoverato in ospedale da venerdì 16 febbraio. La corte d'appello aveva ordinato il 15 febbraio una perizia sul suo stato di salute, rinviando al 22 febbraio la disamina della richiesta di scarcerazione presentata dai suoi avvocati.

## Biografia e formazione
Ṭāriq Ramaḍān è nato a Ginevra (Svizzera) il 26 agosto 1962, da Saʿīd Ramaḍān e Wafa al-Bannāʾ, figlia maggiore di Ḥasan al-Bannāʾ, che fondò a Ismāʿīliyya (Egitto) nel 1928 il movimento dei Fratelli Musulmani. Nel 1949, Ḥasan al-Bannāʾ, nonno di Ṭāriq, perseguitato sotto il regime di re Fārūq I, viene assassinato. Nel 1954, i suoi genitori lasciano l'Egitto e dopo due anni in Siria e poi in Libano, si rifugiano in Svizzera, a Ginevra, dove nascono Ṭāriq e il fratello Hānī. Studia Filosofia e Letteratura francese all'Università di Ginevra. Con la sua tesi su Nietzsche, intitolata «Nietzsche, come storico della filosofia» consegue la laurea in Lettere, Filosofia e Letteratura Francese, poi un dottorato in "Islamologia araba".
Nel periodo che va dal 1988 al 1992, è preside al Collège de Saussure, a Ginevra. Successivamente, tra il 1992-1993 e il 1994-1995 riceve una formazione intensiva negli studi islamici classici presso alcuni sapienti dell'Università al-Azhar del Cairo, dove ottiene 7 ijāzāt in 7 diverse discipline.
Più tardi, nel 2011, invitato in diretta su i-Télé per dibattere della crisi in Egitto, racconterà:
(Égypte: La crise égyptienne, Tariq Ramadan)
Rientrato in Europa, ottiene un lettorato in Religione e Filosofia presso l'Università di Friburgo, dal 1996 al 2003. L'Università cattolica di Notre-Dame a South Bend nell'Indiana gli offre all'inizio dell'anno 2004 una doppia cattedra in Scienze Islamiche (collegata anche al Joan B. Kroc Institute per insegnare «Le relazioni tra le religioni, i conflitti e la promozione della pace») ma nell'agosto dello stesso anno, il Governo degli Stati Uniti, annulla il suo visto per lavoro (ottenuto nel maggio 2004) senza fornire spiegazioni, sostenendo che il Patriot Act autorizzava gli Stati Uniti a prendere delle misure in caso di sospetto di attività legata al terrorismo. In seguito a questo rifiuto, numerosi intellettuali statunitensi, tra i quali Noam Chomsky, firmano una petizione per denunciare questa violazione della libertà accademica. Il 17 luglio 2009, la Corte di Appello di Manhattan darà ragione a Ṭāriq Ramaḍān, con la motivazione che le accuse mosse verso di lui erano infondate. Il 20 gennaio 2010, il Dipartimento di Stato degli Stati Uniti prende la decisione, in un documento firmato dalla segretaria di Stato Hillary Clinton, di considerare non più ammissibili le ragioni che impedivano a Tariq Ramadan di entrare negli Stati Uniti. Nell'ottobre 2005 ottiene una Visiting Fellowship e inizia a insegnare presso il College St Antony dell'Università di Oxford, ed è inoltre invitato a partecipare a un gruppo di riflessione creato da Tony Blair sul problema dell'estremismo islamico nel Regno Unito, in seguito agli attentati accaduti a Londra il 7 luglio di quell'anno. Nel 2005 inoltre è Senior Research Fellow presso la Fondazione Lokahi.
Nel 2007, l'Università di Leida, nei Paesi Bassi, gli propone la cattedra d'"Islamologia", finanziata dal sultanato dell'Oman, ma Ṭāriq Ramaḍān, adducendo motivi professionali, non la accetta. Nello stesso anno, viene assunto come consulente per le questioni legate all'immigrazione dal Comune di Rotterdam e come Visiting Professor è accolto nell'università della stessa città. Le due istituzioni troncano la collaborazione nell'agosto 2009, dichiarando che il programma che presentava sulla iraniana Press TV, "l'Islam e la vita", era "inconciliabile" con le sue funzioni a Rotterdam. Ramaḍān risponde accusando i suoi detrattori olandesi di servirsi del suo caso a fini elettorali. Alcuni funzionari dell'Università Erasmus protestano allora contro il modo in cui l'università si è associata al Comune di Rotterdam nei confronti di Ramaḍān, giudicando ciò un attentato alla libertà accademica. In un comunicato consegnato da diversi professori e ricercatori, è scritto
 e inoltre 
 ricordando, anche che 
 Il tribunale di Rotterdam stabilì in prima battuta che la rottura del rapporto di collaborazione con Ṭāriq Ramaḍān era stata lecita, ma l'8 novembre 2012, accogliendo il suo ricorso gli ha dato ragione, decretando che l'università aveva agito contravvenendo ai suoi diritti. Essa pertanto, è stata condannata a coprire le spese legali e versare un indennizzo a Ṭāriq Ramaḍān per i danni subiti. Nel settembre 2009 Ṭāriq Ramaḍān è nominato alla cattedra di "Studi Islamici Contemporanei" all'Università di Oxford e insegna al St Antony's College della stessa università (a partire dal 1º settembre 2009. È professore di Scienze Islamiche Contemporanee al dipartimento di Scienze Islamiche della facoltà del Qatar (legata alla Qatar Foundation) e ricercatore (Senior Fellow) all'università di Doshisha (Kyoto, Japon). Nel gennaio 2012, diventa direttore del Centro di Ricerca sulla Legislazione Islamica e l'Etica (CILE) a Doha, Qatar.
Ṭāriq Ramaḍān è sposato a Īmān dal 1986, ed è padre di quattro figli.

## Le idee

### Contesto
Il contesto in cui il musulmano vive è per Tariq Ramadan una realtà fondamentale, sia come elemento da assumere pienamente nell'interpretazione delle Fonti della religione, che nel campo più specifico che riguarda la compatibilità tra il contesto occidentale e le esigenze dell'essere musulmani. Molte le opere che riguardano tale argomento, alcune tradotte in diverse lingue tra cui l'italiano, come “Possiamo vivere con l'Islam?,“Essere musulmano europeo” e molti altri (vedi bibliografia). Ramadan si pone il compito «di mostrare, sia teoricamente che praticamente, che si può essere pienamente musulmani e occidentali insieme, e che al di là delle differenze che appaiono, condividiamo molti valori a partire dai quali il “vivere insieme” è possibile nelle nostre società pluraliste, multiculturali, e in cui coesistono diverse religioni.» Il contesto occidentale, dunque, non è visto come incompatibile con l'essere musulmani, per prima cosa nel suo libro “Dâr ash-shahâda: l'Occident, espace du témoignage” propone il superamento della divisione binaria classica del mondo in dār al-Islām (la dimora dell'Islam) e dār al-ḥarb (la dimora della guerra), sulla base del fatto che tale divisione non appartiene alle fonti principali della religione (Corano e Sunna) e non risponde all'attuale configurazione del mondo, né alla situazione dei musulmani in Occidente, che si vedono riconosciuti i diritti fondamentali. «Se conducessimo una ricerca sui due concetti largamente diffusi di dār al-islām e di dār al-ḥarb, scopriremmo che non si trovano né nel Corano, né nella Sunna. In realtà essi non appartengono alle Fonti principali dell'Islam, i cui principi sono presentati come universali (li-l-'alāmīn), per ogni tempo e per ogni luogo. Furono gli ʿulamāʾ (sapienti) che nel corso dei primi tre secoli dell'Islam, considerando la situazione del mondo (le sue divisioni geografiche, le forze presenti attraverso l'appartenenza religiosa, la loro influenza a seconda del cambiamento del gioco delle alleanze) cominciarono a classificare e a definire i diversi spazi rispetto al luogo in cui vivevano... In occidente sono garantiti almeno cinque diritti fondamentali: il diritto di praticare l'Islam, il diritto all'istruzione, il diritto di fondare organizzazioni, il diritto alla rappresentazione autonoma, il diritto di fare appello alla legge...» Una definizione adeguata dei Paesi occidentali è secondo lui, dār al-shahāda, “spazio della testimonianza”, che se da una parte evoca l'apertura che caratterizza l'assetto attuale del mondo globalizzato e il legame con il primo pilastro dell'Islam, e quindi l'identità religiosa, dall'altro sottolinea la responsabilità del mondo in cui si vive: «questa shahâda non è solo verbale... “coloro che credono e fanno il bene” dice diverse volte il Corano, insistendo sul fatto che la shahāda ha un impatto inevitabile sulle azioni di un musulmano in qualunque società si trovi. Portare la shahāda significa essere impegnati nella società in tutti gli ambiti dove ce n'è bisogno: la disoccupazione, l'emarginazione, la delinquenza, ecc. Ciò significa essere impegnati nel processo che potrà condurre ad una riforma positiva sia delle istituzioni che del sistema giuridico, economico, sociale, e politico, al fine di portare una maggiore giustizia ed una reale partecipazione popolare».
Le difficoltà di sentirsi realmente parte del contesto europeo, si situano su due fronti: quello esterno e quello interno alla comunità musulmana. All'esterno pesa il sospetto di una inconciliabilità tra l'essere musulmani e cittadini europei, quasi una schizofrenia, una doppia identità, accusa alla quale Ramadan risponde nel suo libro” Mon intime conviction pubblicato nel 2009: « Nell'ordine religioso e filosofico, quello che dà il senso alla vita, l'essere umano è prima di tutto ateo, buddista, ebreo, cristiano e musulmano: il suo passaporto, la sua nazionalità non rispondono certo alla domanda esistenziale fondamentale. Quando, però è questione di votare per un candidato, l'individuo ha l'identità di cittadino, è prima di tutto un americano, un italiano, un francese o un inglese che si impegna nelle questioni del suo Paese. Secondo l'ordine o il campo di attività, l'individuo riveste una o l'altra identità, senza che ciò sia contraddittorio.» Porta come esempio il caso di un poeta vegetariano, il quale interverrà in un circolo di poeti in qualità di poeta, ma come vegetariano quando andrà a tavola. Un'identità poliedrica è propria di ciascun essere umano, e non solo dei musulmani: «Abbiamo delle identità multiple, in movimento, e niente impedisce che (religiosamente, legalmente o culturalmente) che una donna o un uomo sia nello stesso tempo europea (o) o americana (o) e musulmana (o). L'Islam è certo uno e unico sul piano dei principi religiosi fondanti, ma integra la diversità di interpretazione e la pluralità delle culture. La sua universalità del resto proviene proprio da questa capacità di integrare la diversità nella sua unità fondante.»
Anche se permane presso alcuni musulmani «una grande confusione tra il dato culturale e il riferimento religioso: per molti essere e restare musulmani, significa essere come lo erano in Marocco, in Algeria, in Egitto, in Libano, in Pakistan o in Turchia...» si deve prendere atto che «le nuove generazioni sono, in larga maggioranza, pienamente musulmane quanto alla religione, e pienamente occidentali quanto alla cultura. Ciò non pone loro alcun problema.» Insomma «l'Islam occidentale è oggi una realtà.» I musulmani che sono già cittadini di un Paese europeo non devono più lasciarsi trattare da
“minoranza” perché, sottolinea Ramadan, «non esistono, nel diritto europeo, “cittadini minoritari” ! Sono cittadini a pieno
titolo, non importa quale sia la loro religione o cultura. Devono lottare contro la mentalità da “minoranza” e darsi pienamente ad
una partecipazione civica su un piano di uguaglianza con i cittadini della “maggioranza” della popolazione.» «Devono comprendere a fondo che in Occidente sono a casa propria, si tratta di seguire la Via della fedeltà ai principi superiori dell'Islam qui come altrove. Devono in questo modo, assumere la propria situazione e liberarsi della mentalità vittimista.»
«Infatti, per coloro che sono nati in Occidente – o che ne sono cittadini - non si tratta più di parlare di “immigrazione”, « di “inserimento” o di “integrazione”, ma di “partecipazione” e di “contributo”». «Non devono, a questo proposito, limitarsi alle questioni che riguardano in modo specifico la religione o la comunità dei musulmani, ma interessarsi a tutte le questioni sociali che concernono l'insieme della popolazione (quali, l'insegnamento, la disoccupazione e l'impiego, la delinquenza, la violenza urbana, le attività dei partiti politici, le relazioni internazionali, etc.)»
Ramaḍān invita, d'altra parte, i cittadini delle società occidentali a rivedere a fondo i loro giudizi sui musulmani che vivono nei Paesi occidentali. Le autorità politiche devono a questo proposito cessare di confondere i problemi sociali che richiedono soluzioni politiche, con i problemi associati a considerazioni religiose, come quelle relative al velo (definito foulard), ai luoghi di culto, agli imam, ecc. Hanno il dovere di studiare, senza partito preso, senza pregiudizi, senza apriorismi, i problemi fondamentali che lamentano i musulmani nella loro vita quotidiana, come quello del lavoro e della disoccupazione, dell'abitazione, della salute, dell'educazione, della marginalizzazione, della povertà, dell'insicurezza, e altro, e cercare di trovare ad essi soluzioni adeguate, in uno spirito di solidarietà nazionale e di comprensione. «L'Occidente, contemporaneamente a un dialogo con “l'altro”, deve ingaggiare un dialogo con se stesso, serio, profondo e costruttivo.»
Il contesto, in senso generale, poi ritorna alla base dell'“Appello internazionale alla moratoria sulle punizioni corporali, la lapidazione e la pena di morte nel mondo musulmano”, pubblicato in diverse lingue nel sito ufficiale. «Il contesto socio-politico (al-wâqi') è sempre stato considerato dagliʿulamāʾ (sapienti) una delle condizioni per l'applicazione dei ḥudūd ma la sua importanza è tale che questo aspetto esige una particolare attenzione (e la partecipazione degli intellettuali al dibattito, in particolare quelli che sono specializzati nelle scienze umane). In che contesto è oggi possibile pensare di applicare gli hudûd? Quali dovrebbero essere le condizioni richieste in merito al sistema politico e al rispetto della legislazione generale: libertà d'espressione, eguaglianza di fronte alla legge, istruzione diffusa, livello di povertà e di esclusione sociale, e così via? Quali sono in quest'ambito i punti di divergenza tra le scuole giuridiche e gli ʿulamāʾ e su cosa si
basano tali disaccordi ?» «I Paesi musulmani prendono molto
seriamente questi testi... non è sufficiente condannare per far progredire le cose... bisogna aprire un dibattito e trovare una
pedagogia... La mia posizione è l'arresto totale delle punizioni corporali.»
Il contesto come elemento necessario ad una corretta interpretazione delle Fonti della religione in relazione all'etica, si lega particolarmente al concetto di riforma, la quale da tale contesto è richiesta, ma anche sostenuta attraverso il tesoro di competenze che esso possiede, il cui confronto con i dati scritturali, è indispensabile, secondo Ṭāriq Ramaḍān, a un profondo
rinnovamento.

### Riforma
Il concetto di riforma percorre, affiancando quello di contesto, tutta l'opera di Ramaḍān e giunge a maturazione nell'opera “La riforma radicale. Islam, etica e liberazione”. Qui il concetto di contesto si amplia, fino a diventare Universo, inteso geograficamente ma anche come significante, in quest'ultima accezione esso è un Libro, quindi Fonte di conoscenza: «Il Libro manifestato che ci parla attraverso i Suoi segni. Ciò significa che il Testo rivelato è composto da “segni”, proprio come la Creazione che ci circonda è un universo di segni che è necessario cogliere, capire e tradurre. La corrispondenza tra i due Libri compare in ogni parte del Corano che fa continui riferimenti ai segni dell'uno o dell'altro ordine e che invita l'intelligenza umana a studiare sia il Testo rivelato che la Natura creata... » Se il mondo è fonte di conoscenza, rivelazione esso stesso, allora Ramadan si pone la domanda: «Il mondo, la natura, le scienze umane ed esatte sono o non sono delle fonti del diritto? La domanda è fondamentale perché una riforma che vorrebbe allo stesso tempo rimanere fedele ai propri valori, adattarsi al mondo ma anche trasformarlo per il meglio non può essere efficace se non include tutti questi ambiti nell'origine stessa della sua riflessione. Ciò vorrebbe dire che i testi non sono le uniche fonti del diritto e che bisognerebbe esaminare questa (falsa) evidenza della tradizione...»
Il concetto di riforma secondo Ramadan include alcuni concetti espressi dalla tradizione classica: «Oltre al concetto di “iḥyāʾ” (rivivificazione) che abbiamo ritrovato
nell'opera di al-Ghazâlî, nel lessico delle scienze islamiche ritroviamo due concetti desunti direttamente dalle fonti scritturali e collegati all'idea di “riforma» e di «rinnovamento». Il
primo è il termine “tajdīd”, molto presente nella letteratura islamica moderna (e particolarmente ricorrente da quasi 150 anni), che letteralmente significa “innovamento”, “rinnovamento”, o addirittura “rinvigorimento” o “rigenerazione”. Ritroviamo la radice verbale di questo sostantivo in un celebre ḥadīth del Profeta: «Dio manderà ogni cento anni a questa comunità (musulmana) chi le rinnoverà (yujaddidu) la religione»... Il rinnovamento della religione (tajdīd al-dīn) non comporta ovviamente un cambiamento delle fonti, dei principi e dei fondamenti dell'islam, ma una novità nella comprensione della religione e nel
modo di applicarla e di viverla secondo le diverse epoche o i diversi luoghi... Lo stesso significato si ritrova nel termine «iṣlāḥ», che compare spesso nel Corano e in alcune tradizioni profetiche (ḥadīth) e che veicola l'idea di miglioramento, risanamento, riconciliazione, rinnovamento, riparazione e riforma... Nella nozione di iṣlāḥ c'è l'idea di riportare l'elemento in questione (un cuore, un'intelligenza o una società) allo stato originale in cui era considerato sano e buono... Le due nozioni di tajdīd e di iṣlāḥ traducono quindi un'unica idea di riforma e sono allo stesso tempo complementari, perché la prima, per come si intende correntemente, si riferisce principalmente (anche se non esclusivamente) alla relazione con i testi, mentre la seconda riguarda soprattutto la riforma del contesto umano, spirituale, sociale o politico...»
Ma è una riforma radicale a cui invita, si deve passare da una riforma di adattamento al contesto e ai tempi ad una di trasformazione del mondo: «Bisogna riferirsi a un'etica per adattarsi semplicemente alle esigenze del mondo che si trasforma o, più profondamente, con l'esigenza di trasformare il mondo… dato che l'etica ne interroga proprio la giustizia?... È
evidente che c'è qualcosa di “radicale” nella riforma che invochiamo. L'idea stessa che sia necessario tornare alla dimensione della “trasformazione” e non più al semplice
“adattamento” alle esigenze del mondo moderno rivela una posizione intellettuale ed etica chiara e allo stesso tempo esigente. Molte voci in Occidente, islamiche o meno, si aspettano che i musulmani si adattino al mondo moderno, alla modernità, al modernismo, al post-modernismo, al progresso, alla democrazia e alle scienze... Ci si aspetta dall'islam e dai musulmani che si adattino e non che siano una forza contributiva e propositiva. Una “critica
della modernità” o della “post-modernità”, profonda e costruttiva, non sembra rientrare tra le competenze dei musulmani, tutt'al più rivelerebbe la loro volontà di trovare dei pretesti
per rifiutarla o più insidiosamente di volerla semplicemente “islamizzare”. Alcuni pensatori musulmani hanno fatto propri questi postulati e continuano a esibire il loro “progressismo”
nel costante “adattamento” che, in definitiva, equivale a una totale “assimilazione intellettuale” ai termini del dibattito posti da alcune élite occidentali. Confondono la necessaria autocritica con la capitolazione dell'intelligenza di fronte ai diktat dell'ordine dominante.» Una riforma che trasformi il mondo, esige a monte una nuova mappatura delle Fonti del diritto: «Una riforma che sostenga una trasformazione del mondo, e una nuova rilettura dei testi, non può basarsi soltanto sulla padronanza di questi ultimi ma impone la piena e ugualitaria integrazione di tutti i saperi umani a disposizione.» Perché se già l'importanza di riferirsi al contesto è presente negli studi passati, lo è in termini di sostegno, ma non di Fonte vera e propria
(Sua dichiarazione)

Per cui: 
(Sua dichiarazione)
 Il Centro di Ricerca sulla Legislazione Islamica e l'Etica (CILE) a Doha (Qatar), di cui Ramadan è direttore, ha iniziato questo lavoro, con diverse commissioni miste (esperti dei Testi ed esperti del contesto) che riflettono sulle grandi questioni etiche del nostro tempo.

## Riconoscimenti
- Nominato nell'anno 2000 uno dei sette pensatori religiosi « innovatori » del XXI secolo dal Time Magazine (Stati Uniti).
- Eletto una delle 100 persone più influenti del mondo nel 2004 dal Time Magazine (Stati Uniti).
- Eletto europeo dell'anno nel 2006 dall'EuropeanVoice.
- Nominato tra i 100 intellettuali del mondo nel 2006, 2008, 2009, 2010 et 2012 (Prospect Magazine UK e Foreign Policy USA).
- Riceve nel 2007 il premio d'eccellenza dal giornale inglese Muslim News.
- Riceve una stella di distinzione nel Publishers Weekly per What I believe, traduzione inglese di Mon intime conviction.

## Critiche

### Accusa di doppio discorso
Spiega Tariq Ramadan: «Un mediatore è un ponte, e un ponte non appartiene mai ad una sola riva. È sempre un po' troppo da “l'altra parte”, sempre sospettato di una “doppia” lealtà. Per questo, io sono stato sempre considerato “un po' troppo occidentalizzato” da alcuni musulmani, e “un po' troppo musulmano” da alcuni occidentali. Da entrambi i lati del fiume, il mediatore deve dunque provare la sua piena appartenenza. Quando la passionalità e l'emotività prevale e colonizza i dibattiti, gli interventi che tengono conto delle sfumature, critici e autocritici, diventano sospetti, e le sfumature vengono subito interpretate come ambiguità. Il mediatore si accorge di essere diventato oggetto di proiezioni che talvolta sono frutto di una lunga storia, di contenziosi e traumi profondi. Niente è semplice: ci si fa dei “nemici” da entrambe le parti, e succede che finiscano per trattarvi da “venduto”, cioè manipolatore, un maestro del “doppio discorso”.» Una doppia fedeltà che viene spesso confusa con doppiezza. La critica a Tariq Ramadan di usare un doppio linguaggio, è particolarmente veemente in Francia, tra i nomi più conosciuti Caroline Fourest, che lo ha accusato di essere un “maestro del doppio linguaggio”, che dichiara una cosa al pubblico non musulmano e un'altra al pubblico musulmano, accuse che hanno provocato numerose reazioni. Caroline Fourest ha pubblicato nell'ottobre 2004 il libro Frère Tariq nel quale afferma che, nella ventina di opere scritte da Tariq Ramadan, e nella maggior parte delle conferenze registrate in cassette, Tariq Ramadan appare più come un integralista che un riformista. Tariq Ramadan ha risposto che Caroline Fourest interpretava liberamente i suoi discorsi estrapolandoli dal loro contesto. In generale Tariq Ramadan spiega che il suo può apparire un doppio linguaggio perché essendo confrontato con un auditorio molto vario cerca di adattare il suo discorso agli uditori, pur rimanendo invariato il pensiero di fondo, in alcuni casi poi più che di doppio discorso si tratta di doppio ascolto.... «Alcuni poi sono talmente convinti dell'ermetismo dell'islam che ritengono una religione arcaica e violenta, da esser completamente impermeabili a qualsiasi nozione di un islam aperto.»
Da segnalare il libro “Chi ha paura di Tariq Ramadan?” di Nina zuFürstenberg, che offre una visione sostanzialmente positiva, se pur critica accogliendo il suo sforzo di essere mediatore tra la cultura occidentale e quella islamica e quello di Paolo Branca “ Moschee inquiete” che riconosce in lui più che un pericolo, una chance.

### Accusa di antisemitismo
A proposito della risoluzione del conflitto israelo-palestinese, Tariq Ramadan si è dichiarato a favore, non della soluzione di “due Stati per due popoli”, ma di quella di “un solo Stato, nel quale tutti possano vivere”. Nella primavera del 2009, firma la petizione della belga Nadine Rosa-Rosso intitolata: Appel pour le retrait du Hamas de la liste européenne des organisations terroristes. Invitato al Forum social européen (FSE) di Parigi nel 2003, pubblica sul forum di discussione del FSE un testo polemico, che suscita l'accusa di antisemitismo. In questo testo, Critiques des (nouveaux) intellectuels communautaires, che era stato, in un primo tempo, inviato ai quotidiani Le Monde e Libération, che avevano rifiutato di pubblicarlo (senza peraltro invocare la motivazione dell'antisemitismo) dichiara che alcuni intellettuali ebrei (come Alexandre Adler, Alain Finkielkraut, Bernard-Henri Lévy, André Glucksmann o Bernard Kouchner) non sarebbero più da considerare come
degli intellettuali universalisti che come tali sono difensori dei diritti universali dell'uomo, avendo sviluppato delle analisi comunitariste, motivate unicamente dal dare sostegno a Israele: («Si percepisce chiaramente che la loro posizione politica è dovuta a logiche comunitarie, da ebrei, o nazionalisti, in difesa di Israele»). Questo li avrebbe condotti a sostenere la guerra verso l'Irak... « Se è giusto esigere che gli intellettuali e responsabili arabi e musulmani condannino, in nome del diritto e dei valori universali comuni, il terrorismo, la violenza, l'antisemitismo e gli Stati musulmani dittatoriali dall'Arabia Saudita al Pakistan ; allora ci si deve attendere allo stesso modo che gli intellettuali ebrei denuncino in modo chiaro la politica repressiva dello Stato d'Israele.» Questa denuncia verso degli intellettuali, la sua forma, la generalizzazione delle sue critiche (Pierre-André Taguieff non è di origine ebrea, ma di cui «tutti gli amici della famiglia erano ebrei dell'Europa dell'Est, segnati dall'esperienza nazista ») e ciò che attribuisce a ciascuna delle persone citate, ha scatenato le critiche di diversi intellettuali ed editorialisti, tra cui Alain Finkielkraut e Bernard-Henri Lévy. Lévy gli ha rimproverato di aver utilizzato degli “enunciati antisemiti” e ha invitato i movimenti altermondialisti a prendere le distanze da lui. André Glucksmann risponde in un articolo che intitola “Une obsession antisémite». Sempre nel Nouvel Observateur, tre responsabili del PS, Manuel Valls, Vincent Peillon e Jean-Luc Mélenchon domandano — invano — l'esclusione di Tariq Ramadan dal Forum sociale europeo. In questa polemica, Tariq Ramadan ha trovato però anche dei difensori, tra cui José Bové, il giornalista Daniel Mermet e Noël Mamère, e ancora il direttore della redazione del settimanale della sinistra radicale Denis Sieffert, che così argomenta: «Ma cosa ha detto di così straordinario Ramadan? Accusa alcuni intellettuali “ebrei francesi”, o “nazionalisti”, « di sviluppare delle analisi sempre più orientate da una preoccupazione comunitaria che tende a relativizzare la difesa dei principi universali di uguaglianza e giustizia. Rimprovera loro una indignazione selettiva. Ora, è un fatto che non possiamo ricordare di avere inteso molto Finkielkraut, Adler, BHL o ancora Taguieff condannare la politica di repressione di Sharon.» Due anni prima nel Monde del 24 dicembre 2001, Tariq Ramadan scriveva: «Delle frasi malevole, come “Abbasso gli ebrei!” accompagnate da manifestazioni quali gli abusi contro le sinagoghe, sono state registrate in diverse città francesi. Più in generale, si può ascoltare qua e là dei discorsi ambigui sugli ebrei, il loro potere occulto, il loro ruolo insidioso nei media, la loro oscura strategia... Dopo l'11 settembre 2001, le voci false sui 4000 ebrei che non si sarebbero presentati al loro lavoro il mattino degli attacchi contro il World Trade Center si sono propagate fino alle periferie (...). I musulmani, in nome della loro coscienza e della loro fede, hanno il dovere di prendere una posizione chiara, rifiutando l'atmosfera deleteria che si sta creando in Francia. Niente nell'islam può legittimare la xenofobia e il rifiuto di un essere umano, in base alla sua religione e alla sua appartenenza. Ciò che bisogna dire con forza e determinazione è che l'antisemitismo è inaccettabile e indifendibile. Il messaggio dell'islam impone il rispetto della religione e della spiritualità ebraica, che sono considerate come la nobile espressione delle “Genti del Libro”.»

### Critiche interne
Se Ramadan agli occhi degli occidentali sembra troppo ancorato al riferimento religioso, tanto da accusarlo di neo-fondamentalismo, non mancano critiche all'interno da parte di chi invece lo giudica troppo liberale, e di distruzione della religione: «Ha tentato pure di anticipare le critiche: “Questo non è per compiacere l'Occidente”, ha lamentato ripetutamente, ma senza offrire alcuna spiegazione del perché tutta la sua prescrizione si incastri perfettamente con i desideri e le aspirazioni degli orientalisti occidentali. “Non voglio riformare l'Islam”, “non sto toccando l'Islam”, “sto toccando le menti”, ha dichiarato, eppure la sua proposta è quella di una nuova struttura di autorità e di nuovi usul (principi) in cui le basi della giurisprudenza verrebbero decostruiti per conformarsi alla cosiddetta “nuova etica moderna” che è, complessivamente, occidentale.»

## Opere
Opere in francese
- Au péril des idées, de Edgar Morin et Tariq Ramadan (19 mars 2014)
- L'Islam et le Réveil arabe, Éd. Presses du Châtelet, nov. 2011, ISBN 978-2-84592-329-4
- Mon intime conviction, Éd. Presses du Châtelet, oct. 2009, 183 p., ISBN 978-2-84592-290-7
- L'Autre en nous pour une philosophie du pluralisme, Éd. Presses du Châtelet, avr. 2009, 278 p., ISBN 2-84592-282-5
- Islam, la réforme radicale, éthique et libération, Éd. Presses du Châtelet, oct. 2008, 417 p., ISBN 978-2-84592-266-2
- Muhammad. Vie du Prophète, Éd. Presses du Châtelet, oct. 2008, 382 p., ISBN 2-84592-201-9
- Mondialisation Résistances musulmanes, Éd. Tawhid, nov. 2003, 153 p., ISBN 2-84862-016-1
- Les Musulmans d'occident et l'Avenir de l'islam, Éd. Sindbad, janv. 2003, 383 p., ISBN 2-7427-4005-8
- Jihâd, violence, guerre et paix en Islam, Questions Contemporaines nº5, Éd. Tawhid, déc. 2002, 79 p., ISBN 2-84862-048-X
- Dar ash-shahada: L'Occident, espace du témoignage, Questions Contemporaines n°4, Éd. Tawhid, sept. 2002 (2e éd. juin 2004), 79 p., ISBN 2-84862-047-1
- La Foi, la Voie et la Résistance, Questions Contemporaines nº3, Éd. Tawhid, sept. 2002 (2e éd. juin 2004), 79 p., ISBN 2-84862-046-3
- Musulmans d'Occident: Construire et Contribuer, Questions Contemporaines n°2, Éd. Tawhid, sept. 2002 (2e éd. juin 2004), 69 p.. ISBN 2-84862-045-5
- De l'Islam, Éd. Tawhid, sept. 2002, ISBN 2-909087-80-8
- Aux sources du renouveau musulman. D'al-Afghâni à Hassan al-Bannâ, un siècle de réformisme islamique, Éd. Tawhid, sept. 2002, 478 p., ISBN 2-909087-97-2
- Entre l'Homme et son cœur..., Éd. Tawhid, sept. 2001 (2e éd. janv. 2005), 112 p., ISBN 2-909087-67-0
- Islam: le face à face des civilisations. Quel projet pour quelle modernité?, Éd. Tawhid, sept. 2001 (2eéd. janv. 2005), 385 p., ISBN 2-84862-049-8
- L'Islam en questions, Éd. Actes Sud, oct. 2000, 231 p., ISBN 2-7427-3762-6
- Ouvrage collectif, La Spiritualité, un défi pour notre société
- Convictions en dialogue et responsabilités communes, Éd. Tawhid & Réveil Publications, sept. 2000, 97 p., ISBN 978-2-909087-59-7
- L'Islam et les Musulmans, grandeur et décadence, Éd. Al Bouraq, avr. 2000, 100 p., ISBN 2-84161-008-X
- avec Jacques Neirynck, Peut-on vivre avec l'Islam? Le choc de la religion musulmane et des sociétés laïques et chrétiennes, Éd. Favre, avril 2000 (2e éd. mars 2004), 263p., ISBN 2-8289-0784-8
- Être musulman européen : Étude des sources islamiques à la lumière du contexte européen, Éd. Tawhid, sept. 1999 (ISBN 2-909087-43-3)
- Les Musulmans dans la laïcité : Responsabilités et droits des Musulmans dans les sociétés occidentales, Éd. Tawhid, 1994 (2e éd. sept. 1998), 217 p. (ISBN 2-909087-37-9)
- Préface de Yasser Arafat, intime par Isabel Pisano, Éd. Demi-Lune, octobre 2009 (ISBN 978-2-7191-1206-9)
- Ouvrage collectif, Le Coran : Nouvelle traduction française du sens de ses versets, Éd. Tawhid, nov. 2006, 760 p. (ISBN 2-84862-085-4)
- Le Saint Coran. Chapitre Amma avec la traduction en langue française du sens de ses versets et la translittération phonétique en caractères latins, Éd. Tawhid, sept. 2003, ISBN 2-84862-003-X
- Yusuf Islam (trad. T. Ramadan), La Vie du dernier prophète, Éd. Tawhid, sept. 1999, ISBN 2-909087-49-2

Traduzioni italiane
- T. Ramadan-Jacques Neirynck, Possiamo vivere con l'Islam, Al Hikma, 2000.
- T. Ramadan-Alain Gresh, Intervista sull'Islam, Bari, Dedalo, 2002.
- Essere musulmano europeo, Troina (EN), Città Aperta, 2002.
- Il riformismo islamico. Un secolo di rinnovamento, Troina (EN), Città Aperta, 2004.
- A proposito dell'Islam, Al Hikma, 2006.
- Jihad. Violenza, guerra e pace nell'Islam, Al-Hikma, 2006.
- L'Islam in Occidente. La costruzione di una nuova identità, Milano, Rizzoli, 2006.
- Maometto. Dall'Islam di ieri all'Islam di oggi, Torino, Einaudi, 2007.
- Europa domani. Conversazione con T. Ramadan, A cura di Orsola Casagrande, Collana Ordine & caos, Jouvence, 2008.
- Islam e libertà, Torino, Einaudi, 2008.
- Noi musulmani europei, Datanews, 2008.
- La riforma radicale. Islam, etica e liberazione, Milano, Rizzoli, 2009.
- T. Ramadan-Riccardo Mazzeo, Il musulmano e l'agnostico, Trento, Erickson, 2011.

Libri su Tariq Ramadan
- Aziz Zemouri, Faut-il faire taire Tariq Ramadan?, ISBN 2-84187-647-0
- Caroline Fourest, Frère Tariq: Discours, stratégie et méthode de Tariq Ramadan, ISBN 2-246-66791-7
- Nina zu Fürstenberg, Chi ha paura di Tariq Ramadan? L'Europa di fronte al riformismo islamico, Venezia, Marsilio, 2007, ISBN 88-317-9016-1
- Lionel Favrot, Tariq Ramadan dévoilé, hors-série de Lyon Mag.